# Raumfilter (Optik)

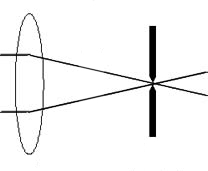
Aufbau eines Raumfilters mit Linse und Blende

Raumfilter bestehen aus einem Mikroobjektiv und einer Blende. Die Blende hat typischerweise einen sehr kleinen Lochdurchmesser (ca. 20 μm) und wird daher auch pinhole (Nadelloch) genannt.
Raumfilter lassen sich z. B. zur Filterung von Laserlicht z. B. in der Holografie verwenden. So werden Interferenzerscheinungen beseitigt, die durch verschmutzte Linsen oder Staubteilchen in der Luft entstehen können. 